# Kozubek (staw)
Kozubek – staw pochodzenia antropogenicznego, znajdujący się w północno-zachodniej części Katowic, na terenie dzielnicy Osiedle Witosa, w rejonie dawnej Kopalni Węgla Kamiennego „Kleofas”. Jest on położony w zlewni Rawy będącej częścią dorzecza Wisły.

## Historia

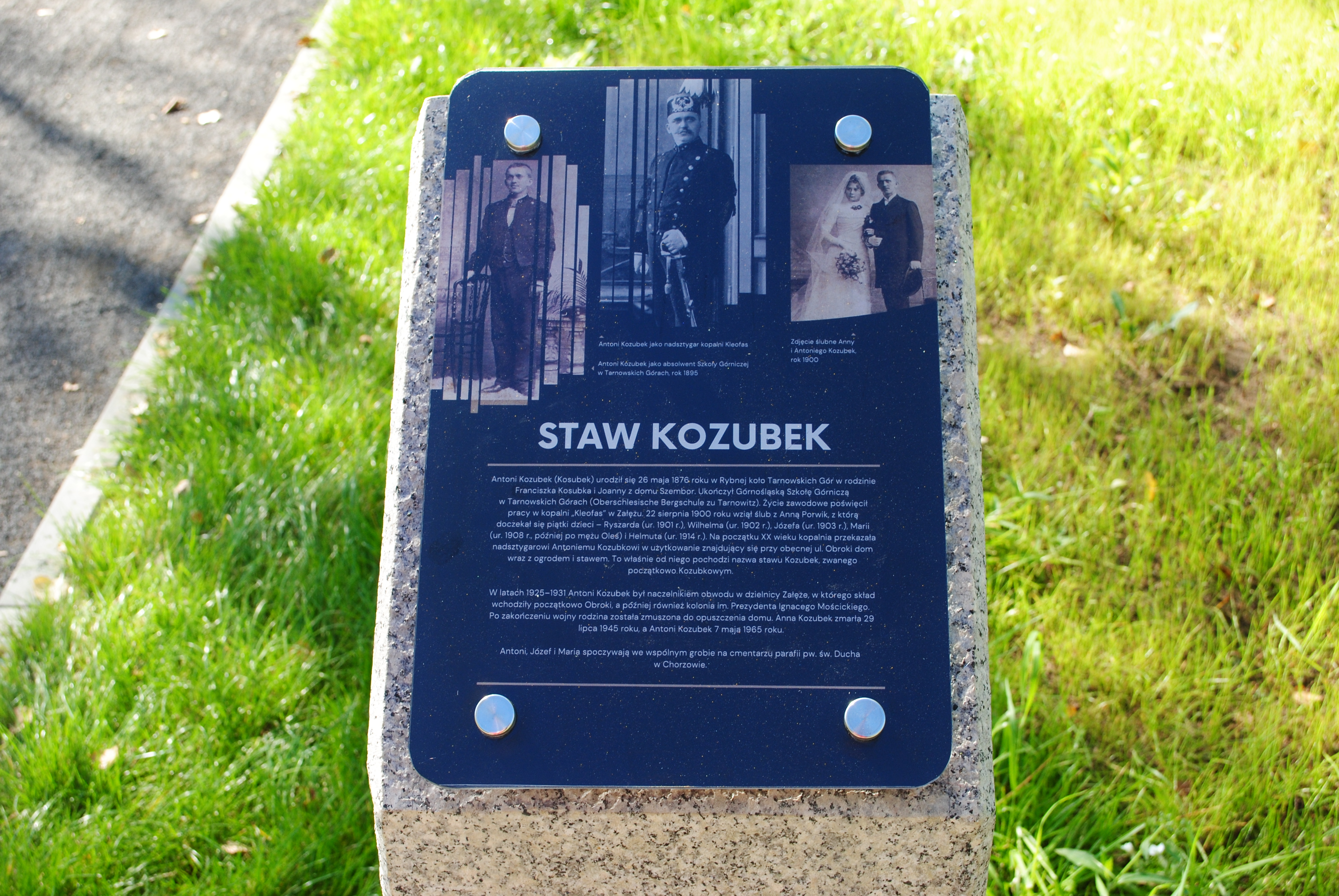
Tabliczka z biografią patrona stawu – Antoniego Kozubka

Kozubek to niewielki sztuczny zbiornik powstały na potrzeby kopalni „Kleofas”, i położony w przeszłości na jej terenie, na zachód od zabudowy zakładu. Nazwa stawu pochodzi od nazwiska sztygara kopalni Antoniego Kozubka, który zarządzał majątkiem kopalnianym, którego częścią był staw. Sztygar Kozubek został upamiętniony na  tabliczce umieszczonej na skwerze w sąsiedztwie stawu.
W trakcie istnienia kopalni, zwłaszcza w czasach Polski Ludowej, rejon stawu był miejscem, w którym spotykali się rekreacyjnie mieszkańcy Załęża i osiedla W. Witosa. W stawie ludzie wówczas zażywali kąpieli, a także był on używany przez wędkarzy. Po zamknięciu w 2004 roku kopalni „Kleofas” tereny stawu i jego okolic, należące wówczas do Skarbu Państwa, pozostały niezagospodarowane, a ich przejęcie przez miasto Katowice umożliwiło rozpoczęcie działań rewitalizacyjnych Kozubka.
W ramach katowickiego Budżetu Obywatelskiego został zgłoszony projekt rewitalizacji terenu przy stawie Kozubek, przewidujący rewitalizację stawu oraz urządzenie wokół niego zielonej strefy odpoczynku, a w jego ramach zaplanowano roboty porządkowe (rozbiórka nawierzchni szutrowych, podkładów kolejowych i płyt betonowych), a także montaż nowych elementów małej architektury i budowę ścieżek. Propozycję rewitalizacji obszaru pod nazwą „Przywróćmy światu Staw Kozubek! Dla Osiedla Witosa, Załęża i całych Katowic” zgłosił do VIII edycji Budżetu Obywatelskiego radny Rady Miasta Katowice Krzysztof Kraus. 
16 marca 2021 roku Urząd Miasta Katowice ogłosił wykaz wniosków, które przeszły weryfikację merytoryczną, a 22 września 2021 roku zostały opublikowane wyniki głosowania w Budżecie Obywatelskim. Pomysł rewitalizacji stawu Kozubek zajął w skali całego miasta drugie miejsce, zdobywając 8 221 głosów.
Z uwagi na skalę przedsięwzięcia, projekt rewitalizacji terenu został zaklasyfikowany jako zadanie dwuletnie. W 2022 roku wykonano dokumentację projektową, sporządzono inwentaryzację przyrodniczą oraz uzyskano pozwolenie na budowę. W postępowaniu przetargowym organizowanym przez Zakład Zieleni Miejskiej w Katowicach wystąpiło łącznie 13 firm, oferujących wykonanie zadania na kwoty od 1,4 do 2,6 mln złotych. Otwarcie ofert odbyło się 7 grudnia 2022 roku, a wybór najkorzystniejszej oferty odbył się 22 grudnia tego samego roku.
Oficjalne otwarcie zrewitalizowanej przestrzeni stawu Kozubek z udziałem prezydenta Katowic Marcina Krupy i radnego Krzysztofa Krausa odbyło się 13 września 2023 roku. Wartość prac wynosiła ostatecznie około 1,7 mln złotych.

## Charakterystyka
Kozubek położony jest w północno-zachodniej części Katowic, na terenie dzielnicy Osiedle Witosa w pobliżu granicy z Załężem i Chorzowem-Batorym, w rejonie ulicy Obroki. 
Pod względem podziału na jednostki fizycznogeograficzne, staw Kozubek znajduje się na Wyżynie Katowickiej, a w podziale na jednostki morfologiczne C. Karaś-Brzozowskiej w Obniżeniu Rawy, na wysokości 270–275 m n.p.m. Staw geologicznie położony jest w górnokarbońskim zapadlisku górnośląskim, a powierzchniowo obszar w rejonie Kozubka zbudowany jest z plejstoceńskiej gliny zwałowej.
Staw Kozubek jest jednym z licznych w Katowicach zbiorników powstałych pod wpływem zamierzonej działalności człowieka. Hydrologicznie położony jest on w dorzeczu Wisły, w zlewni Rawy. Powierzchnia akwenu wynosi 0,72 ha. 
Obszar wokół zbiornika pełni funkcję rekreacyjną. Znajduje się tam strefa z urządzeniami treningowymi i placem zabaw, a także położony tuż przy zbiorniku taras o powierzchni około 100 m² z leżakami. Ponadto skwer wyposażony jest w elementy małej architektury (w tym:  ławki, stojaki na rowery czy kosze), a także oświetlenie parkowe.

## Galeria

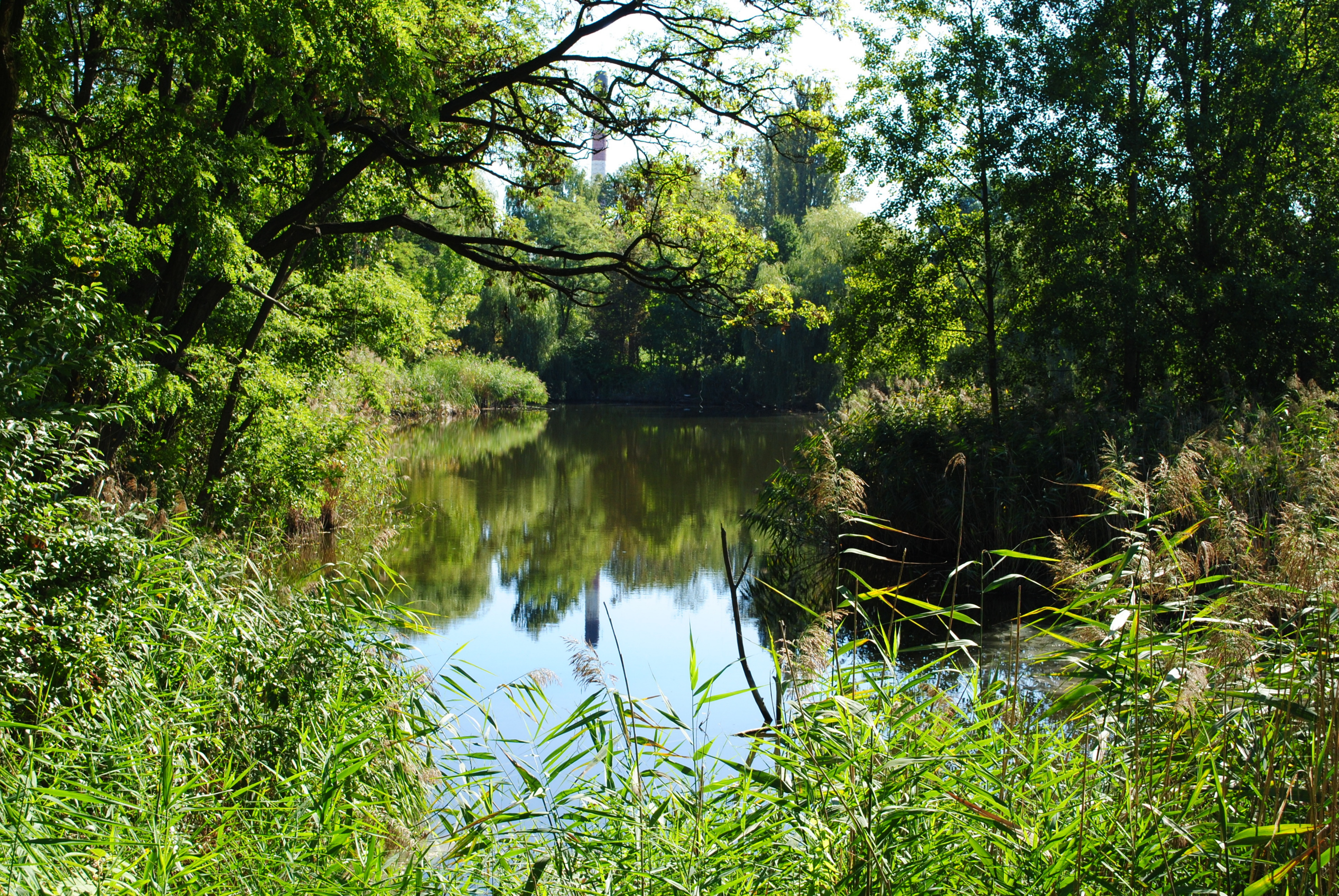
Staw od strony zachodniej
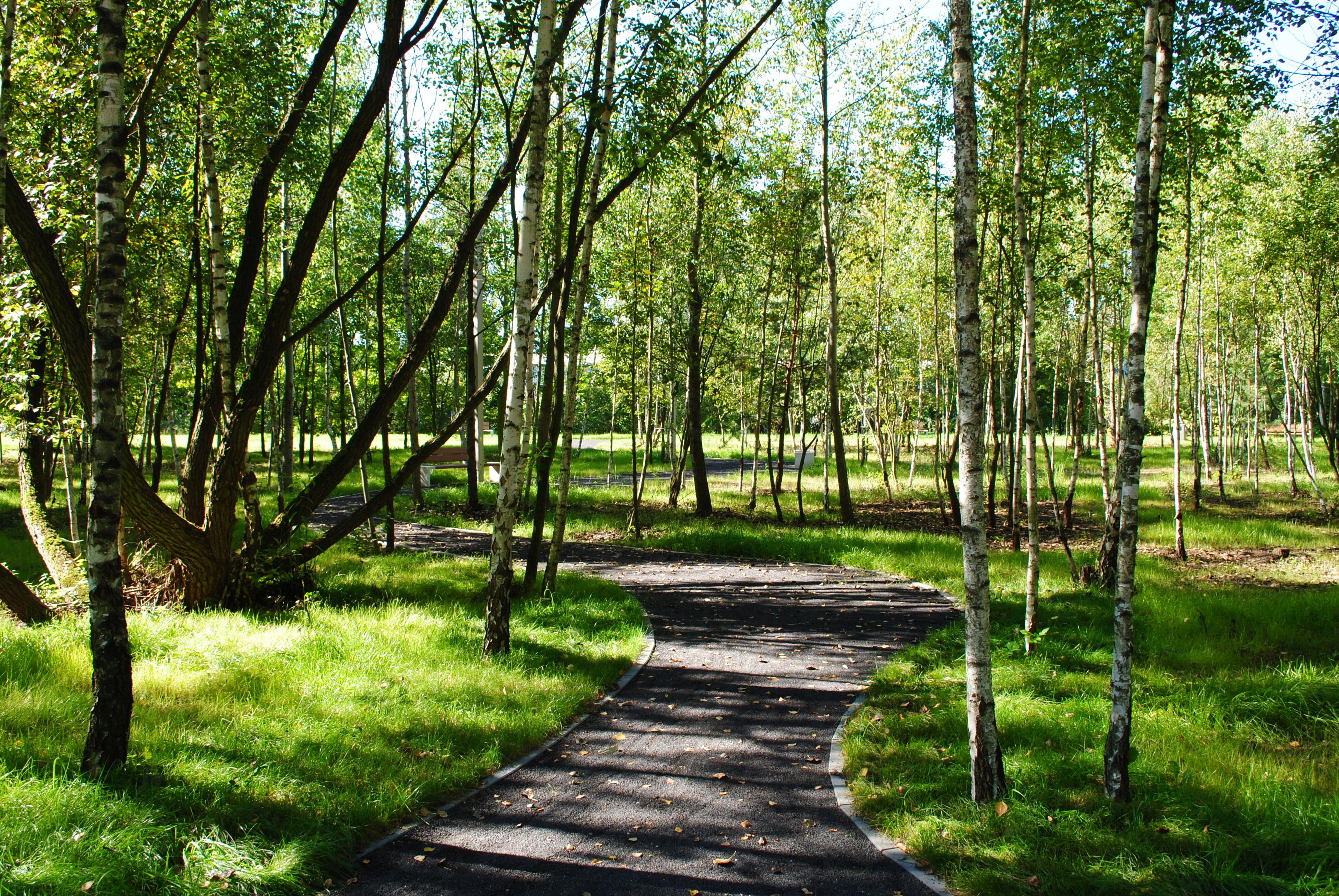
Fragment skweru przy stawie Kozubek
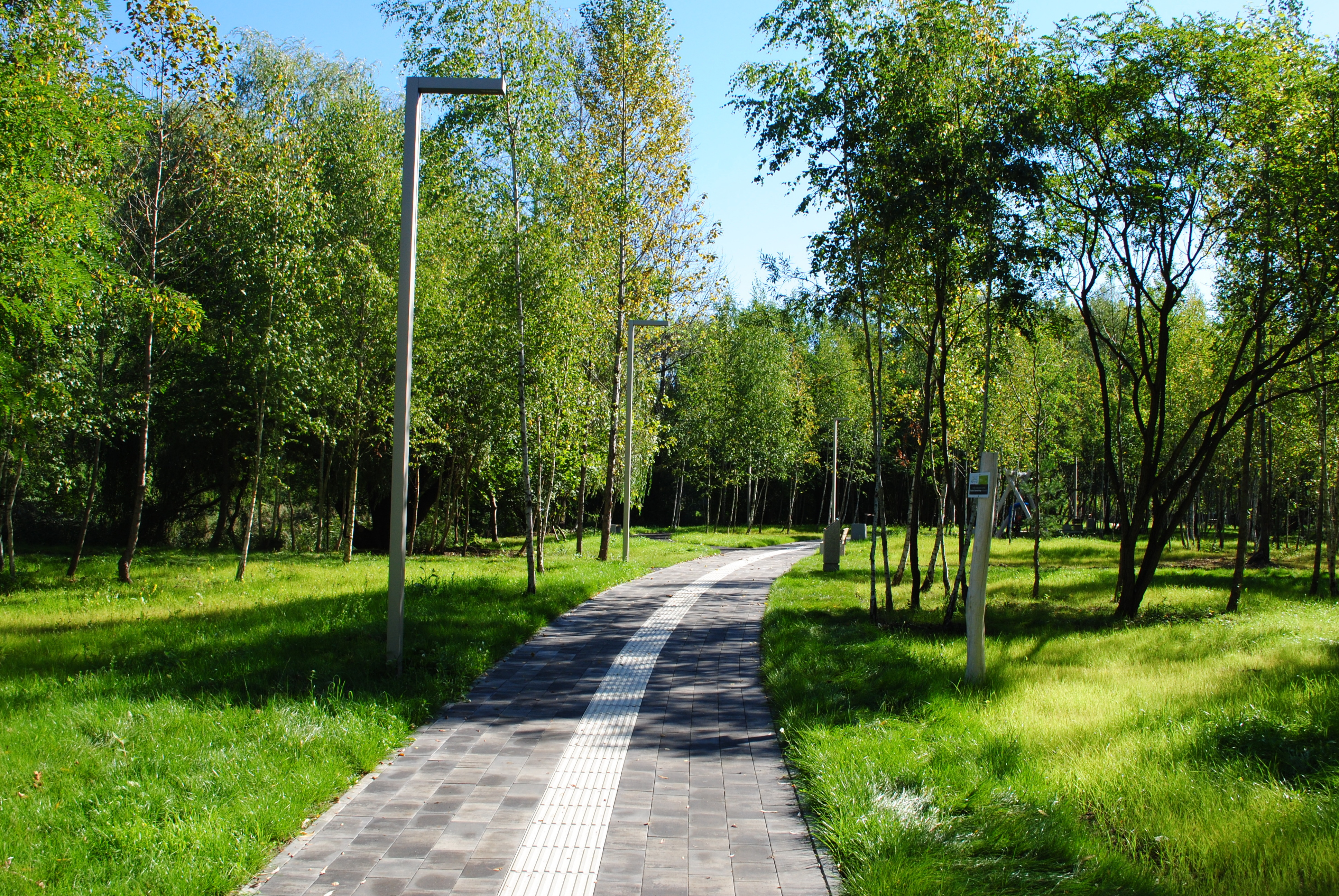
Fragment skweru przy stawie Kozubek